# Horní Újezd (district de Třebíč)
Pour les articles homonymes, voir Horní Újezd.
Horní Újezd (en allemand : Ober Augezd) est une commune du district de Třebíč, dans la région de Vysočina, en République tchèque. Sa population s'élevait à 273 habitants en 2020.

## Géographie
Horní Újezd se trouve à 8,5 km au sud-sud-est de Třebíč, à 33,5 km au sud-sud-ouest de Jihlava et à 147 km au sud-est de Prague.
La commune est limitée par Mikulovice au nord, par Výčapy et Jaroměřice nad Rokytnou à l'est et au sud-est, par Lesůňky et Šebkovice au sud, et par Kojetice à l'ouest.

## Histoire
La première mention écrite de la localité date de 1243.

## Transports
Par la route, Horní Újezd se trouve à 14,3 km de Třebíč, à 37 km de Jihlava et à 168 km de Prague.